# Despenalización de la homosexualidad en Chile
La despenalización de la homosexualidad en Chile tuvo lugar el 12 de julio de 1999, cuando entró en vigencia la Ley 19617 que modificó el Código Penal, el Código de Procedimiento Penal y otros cuerpos legales, en el cual se eliminó la referencia a la sodomía como un delito, específicamente en el artículo 365 del Código Penal.

## Antecedentes
El 25 de abril de 1839 fue promulgada la Ordenanza General del Ejército de Chile, que regía el funcionamiento de las Fuerzas Armadas del país, y que en el artículo 23 del Título LXXX castigaba con la pena de muerte a los soldados acusados de bestialidad o sodomía. Dicha disposición fue derogada el 1 de marzo de 1926, cuando entró en vigencia el Código de Justicia Militar de Chile, que reemplazó a la Ordenanza General del Ejército y no contenía nuevas indicaciones sobre sodomía.
El Código Penal de Chile, promulgado el 12 de noviembre de 1874 y que entró en vigencia el 1 de marzo de 1875, se refería en su artículo 365 sobre las prácticas de sodomía y las tipificaba como delito. Para los culpables se estipulaba una pena de presidio menor en su grado medio; es decir, un rango entre los 541 días y los 3 años de presidio. Durante el siglo XIX, las causas criminales por sodomía aumentaron con respecto al periodo colonial y se concentraron principalmente durante el último tercio de dicha centuria. En los juicios realizados por sodomía, incluso se realizaban exámenes médicos al ano y al recto de los imputados para poder determinar la veracidad de las acusaciones de sodomía existentes en su contra.
Bajo el pretexto del artículo 365 del Código Penal, así como también el artículo 373 que hacía referencia a «faltas a la moral y las buenas costumbres», las policías realizaron numerosas detenciones y fichajes de homosexuales a lo largo del siglo XX. Algunos de los casos más conocidos son un allanamiento a una fiesta en Valparaíso el 26 de abril de 1927, el escándalo de la calle Huanchaca en Antofagasta el 15 de junio de 1969, la detención de integrantes del club El Anillo Rojo en la misma ciudad el 18 de marzo de 1973, la redada en el Cine Capri el 20 de febrero de 1986, y la redada policial en discotecas LGBT de Santiago el 4 de mayo de 1996.

## Proceso legislativo
En el gobierno de Patricio Aylwin comenzaron los primeros intentos por modificar el Código Penal y despenalizar la homosexualidad, siendo presentado al Congreso Nacional el 3 de agosto de 1993 el mensaje para modificar diversos artículos del Código Penal en lo relativo a los delitos de sodomía y violación. El Movimiento de Liberación Homosexual (Movilh), fundado el 28 de junio de 1991 y fusionado con otras organizaciones LGBT para crear el Movimiento Unificado de Minorías Sexuales (MUMS) en junio de 1998, tuvo entre sus primeros objetivos lograr la derogación o modificación del artículo 365; el 16 de junio de 1993 habían presentado una carta al presidente Aylwin solicitando la modificación del Código Penal en lo relacionado al delito de sodomía.
El proyecto de ley fue aprobado en particular por la Comisión de Constitución, Legislación y Justicia de la Cámara de Diputados el 10 de mayo de 1995; de los diputados integrantes de la comisión, votaron en contra Carlos Bombal y Andrés Chadwick, representantes de la Unión Demócrata Independiente (UDI), y Alberto Cardemil de Renovación Nacional (RN). Luego de que se presentaran diferentes indicaciones, el texto fue modificado nuevamente por la Comisión de Constitución el 5 de julio del mismo año y el 2 de agosto fue aprobada completamente por la Cámara de Diputados, pasando a su segundo trámite constitucional en el Senado.
El trámite legislativo en el Senado comenzó el 2 de julio de 1996, cuando se inició la discusión en la Comisión de Constitución, Legislación, Justicia y Reglamemto del informe emanado por la Cámara de Diputados. Luego de realizarse varias modificaciones, el informe fue presentado a la sala del Senado el 22 de enero de 1997 y votado el 11 de marzo, siendo aprobado en general y tras lo cual nuevamente se presentaron indicaciones. Entre las modificaciones realizadas por el Senado estuvo eliminar la reforma al artículo 365, con lo cual las relaciones sexuales entre personas del mismo sexo seguirían siendo consideradas como un delito.
La aprobación por parte del Senado el 9 de septiembre de 1997 de las reformas al Código Penal, sin incluir la despenalización de la sodomía, produjo reacciones negativas por parte de parlamentarios de la Concertación de Partidos por la Democracia, especialmente los diputados Ricardo Núñez Muñoz, Jaime Gazmuri y Fanny Pollarolo (PS) y María Antonieta Saa (PPD), quienes anunciaron que la iniciativa sería repuesta en la Cámara de Diputados.
El tercer trámite constitucional se inició en la Cámara de Diputados el 19 de mayo de 1998, cuando fue presentado el informe de la Comisión de Constitución con las nuevas modificaciones propuestas; dicho informe fue rechazado por la Cámara el 16 de junio, por lo que el proyecto pasó a una Comisión Mixta compuesta por los diputados Pía Guzmán Mena, Laura Soto González (remplazada posteriormente por María Antonieta Saa), Francisco Bartolucci Johnston (quien fue reemplazado por Juan Antonio Coloma Correa), Sergio Elgueta Barrientos e Ignacio Walker Prieto, y los senadores Sergio Diez, Hernán Larraín Fernández y José Antonio Viera-Gallo. El 5 de noviembre de 1998 fue aprobado el informe final, que incluía la reposición de la reforma que modificaba el artículo 365 para despenalizar la sodomía entre personas mayores de 18 años.
El informe de la Comisión Mixta fue aprobado en la Cámara de Diputados el 15 de diciembre de 1998, y en el Senado el 22 del mismo mes, siendo despachado el proyecto de ley al Poder Ejecutivo 7 días más tarde. El presidente de la República, Eduardo Frei Ruiz-Tagle, presentó el 2 de marzo de 1999 un veto aditivo que consistía en modificaciones respecto de los acusados por el delito de violación, sin afectar las modificaciones relacionadas con la despenalización de la sodomía; dicho veto fue aprobado por la sala de la Cámara de Diputados el 11 de mayo de 1999, y por el Senado el 16 de junio del mismo año, finalizando el día 22 su tramitación legislativa al ser enviado el proyecto definitivo aprobado al presidente de la República para su promulgación.

## Promulgación
La Ley 19617 fue promulgada por el presidente de la República, Eduardo Frei Ruiz-Tagle, el 2 de julio de 1999 y publicada en el Diario Oficial de la República de Chile diez días después, fecha a partir de la cual entró en vigencia. Las versiones anterior y posterior a la reforma son las siguientes:
| Versión original (12 de noviembre de 1874) | Última versión (12 de julio de 1999, derogada en 2022) |
| --- | --- |
| Art. 365. El procesado por el delito de sodomía sufrirá la pena de presidio menor en su grado medio. Se impondrá la pena de presidio menor en su grado máximo a presidio mayor en su grado medio al que cometiere el delito concurriendo algunas de las siguientes circunstancias: 1. Cuando se use de fuerza o intimidación sobre la víctima, y 2. Cuando se halle la víctima privada de razón o de sentido por cualquier causa. 3. Se impondrá la pena de presidio mayor en su grado medio a máximo si el ofendido fuere menor de catorce años cumplidos, aun cuando no concurra ninguna de las circunstancias expresadas en los dos números del inciso anterior. | Art. 365. El que accediere carnalmente a un menor de dieciocho años de su mismo sexo, sin que medien las circunstancias de los delitos de violación o estupro, será penado con reclusión menor en sus grados mínimo a medio. |

A pesar de que se dejó de tipificar la sodomía entre adultos como delito, el artículo 365 seguía vigente, específicamente respecto a las relaciones sexuales que involucran a menores de 18 años, aun cuando la edad de consentimiento sexual en relaciones heterosexuales es de 14 años. Esto generó una serie de acusaciones de discriminación y homofobia, siendo denunciado incluso por organismos internacionales como el Comité de los Derechos del Niño de las Naciones Unidas. En 2009 se planteó un proyecto de ley que intenta derogar por completo el artículo, y en agosto de 2010, federaciones LGBT junto con la embajada de los Países Bajos en Chile organizaron una campaña para promover la aprobación de dicha reforma legal.
El 16 de agosto de 2018 el Tribunal Constitucional validó la legalidad del artículo 365 a solicitud de un requerimiento del Tribunal de Juicio Oral en lo Penal de Talagante, que analizaba un caso de violación a un joven de 17 años, en el cual se consideraba que la aplicación de dicho artículo infringía el derecho a la igualdad y privacidad de la persona. Los ministros del TC que validaron la norma fueron Iván Aróstica Maldonado, Marisol Peña Torres, Domingo Hernández Emparanza, Juan José Romero Guzmán y Cristián Letelier Aguilar, mientras que los ministros que votaron a favor de la inconstitucionalidad del artículo —calificándolo de «homofóbico»— fueron Carlos Carmona Santander, Gonzalo García Pino, María Luisa Brahm Barril, Nelson Pozo Silva y José Ignacio Vásquez Márquez.

### Igualación de la edad de consentimiento
El 24 de marzo de 2021 fue ingresado a la Cámara de Diputadas y Diputados el «Proyecto de Ley que Modifica el
Código Penal para reforzar la Protección Penal de la Infancia»; posteriormente, durante su discusión en la comisión de Constitución, Legislación, Justicia y Reglamento el 17 de junio fue ingresada una moción presentada por los diputados Matías Walker y Marcos Ilabaca (con el apoyo de Karol Cariola y Leonardo Soto), siendo aprobada en la comisión el 1 de julio y en el pleno de la Cámara el 28 de julio del mismo año.
El 3 de agosto de 2021 el proyecto inició su segundo trámite legislativo en la Comisión de Constitución del Senado, siendo aprobado en julio del año siguiente; el 2 de agosto de 2022 el proyecto fue aprobado en el pleno del Senado, y el 16 de agosto de 2022 fue aprobado en su último trámite en el Congreso Nacional —mediante la Cámara de Diputadas y Diputados— la derogación del artículo 365 del Código Penal, igualando la edad de consentimiento entre personas heterosexuales y homosexuales, con lo que el proyecto quedó listo para su promulgación por parte del presidente de la República, siendo publicado en el Diario Oficial el 24 de agosto.